# Nyaraló gyilkosok
A Nyaraló gyilkosok (Evil Under the Sun) Agatha Christie 1941-ben megjelent regénye.

## Szereplők
- Hercule Poirot – a belga detektív
- Weston ezredes – a rendőrfőnök
- Colgate felügyelő – a nyomozó rendőrtiszt
- Philips őrmester – rendőr az ügyben
- Dr. Neasdon – rendőrorvos
- Kenneth Marshall kapitány – Arlena férje
- Arlena Marshall – egy exszínésznő
- Lionel Marshall – Kenneth fia az első házasságából
- Linda Marshall – Kenneth lánya az első házasságából
- Patrick Redfern – Arlena szeretője
- Christine Redfern – Patrick felesége
- Rosamund Darnley – Kenneth régi barátja
- Emily Brewster – egy idősebb nő
- Odell Gardener – egy amerikai férfi
- Carrie Gardener – a felesége
- Sir Horace Blatt – egy gazdag férfi
- Stephen Lane tiszteletes – egy pap
- Barry őrnagy – egy volt gyarmati tiszt
- Gladys Narracott – szobalány
- Daffney Castle – a Jolly Roger szálló tulajdonosa

## Történet
Arlena Marshall gyönyörű nő. Sokadik házasságában él férjével, aki kegyelemből, nem pedig szerelemből vette el, és nem igazán boldog vele. Lányukkal, Lindával a Csempész-sziget nevű gyönyörű üdülőhelyen nyaralnak a Redfern házaspárral, az amerikai Gardener házaspárral, Barry őrnaggyal, Rosamund Darnley-val, Lane atyával, egy Horace Blatt nevű csalóval, és Hercule Poirot belga detektívvel együtt. Arlena szépsége miatt állandó pletykatémává, és a vendégek nagy részénél közutálat tárgyává válik, amikor ő és a szintén házas Patrick Redfern közelebb kerül egymáshoz. Egy szép napon Arlenát holtan találják a tengerparton. Férjének, a férje titkos szerelmének, mostohalányának és Patrick feleségének, Christine-nek is kiváló alibije és oka is van a meggyilkolására. Poirot természetesen azonnal munkához lát.

## Jelentősége
A könyv, Christie sok más művéhez hasonlóan az 1930-as évekbeli angol arisztokráciáról értekezik. Kiemeli a sztereotípiák hamisságát, valamint a korabeli nők helyzetét is bemutatja. A regényben megjelenik a „gonosz” Patrick Redfern alakjában, valamint ahogyan az írónő legtöbb krimijében a gonosz folyamatos jelenléte mindenhol és mindig.

## Magyarul
- Nyaraló gyilkosok. Regény; ford. Szobotka Tibor; Európa, Bp., 1959

## Feldolgozások
- Nyaraló gyilkosok (Evil under the sun, 1982), rendező: Guy Hamilton, szereplők: Peter Ustinov, James Mason, Maggie Smith
- Poirot: Nyaraló gyilkosok (Agatha Christie 's Poirot: Evil under the sun, 2001), rendező: Brian Farnham, szereplők: David Suchet, Hugh Fraser, Philip Jackson
- Agatha Christie: Nyaraló gyilkosok (Agatha Christie: Evil Under The Sun, 2007, videójáték)
- Les Petits Meurtres d'Agatha Christie - Ding Dingue Dong (2019), rendező: Christophe Campos, szereplők: Samuel Labarthe, Blandine Bellavoir, Elodie Frenck